# Божидар Пурић
Божидар Пурић (Београд, 19. фебруар 1891 — Чикаго, 28. октобар 1977) био је српски и југословенски политичар и дипломата, као и председник Министарског савета (владе) и министар иностраних послова Краљевине Југославије од 10. августа 1943. до 1. јуна 1944. године, у Лондону током Другог светског рата. Као премијер и министар иностраних послова емигрантске владе Краљевине Југославије (од 10. августа 1943. до 1. јуна 1944. године) у Лондону, подржавао је четнике током Другог светског рата. Суђено му је у одсуству на судском процесу 1946. и осуђен је на 16 година робије.

## Биографија
Отац му је био београдски трговац Лука Пурић. Божидар Пурић је матурирао у I Београдској гимназији, студије права завршио је у Паризу у Француској 1912. године. Био је изабран за председника Управног одбора Удружења студената Југословена у Паризу. Вратио се у Србију, 1912, да би као добровољац учествовао у Балканским ратовима. Током Првог светског рата прво је одслужио војни рок у IV коњичком пуку 1914-1915, потом наставио војну службу као коњички потпоручник све до прекоманде за потпоручника ордонанса у Српском добровољачком корпусу у Русији и у Румунији где је служио од 1. јуна до 5. децембра 1916. године. Током војне службе одликован је Сребрном медаљом за храброст 1914. године. Званично је примљен за писара Министарства иностраних дела крајем новембра 1916, али је у цивилну службу прешао почетком наредног месеца на Крфу, где су биле смештена Српска влада, скупштина и војска после Албанске голготе, прелази за писара Министарства иностраних послова. Тада је доспео у дипломатију. Године 1918. у Паризу је докторирао са тезом: De la clause "rebus sic stantibus" en Droit international public.
У Вашингтону је САД 1919. године био постављен за секретара посланства Краљевине Срба, Хрвата и Словенаца, а током исте године је био премештен за отправника посланика Краљевине СХС у Владивостоку, где се задржао до 1920. године када прелази за конзула у Сан Франциску где борави на том положају до 1922. Од 1922. до 1926. године налазио се на положају конзула Краљевине СХС у Чикагу. Потом је унапређен у секретара МИД-а, фебруара 1926, а током септембра исте године прво је постављен за шефа одсека у Дирекцији за уговоре Министарства иностраних дела, те за в.д. директора Консуларно-трговинског одељења МИД. Када је ресор МИД-а преузео Нинко Перић, прво га је поставио за шефа Кабинета министра иностраних дела децембра 1926, а потом за генералног политичког директора МИД јануара 1927. године. Нови министар Војислав Маринковић преместио га је за саветника Посланства у Риму, јула 1927. године. Потом је премештен за саветника Посланства у Вашингтону 1928, те саветника Посланства у Лондону 1929. године. По доласку Богољуба Јевтића на чело Министарства иностраних послова, враћен је на службу у Београд и постављен за начелника Политичког одељења МИП, октобра 1932. године. Потом је постављен за политичког помоћника министра иностраних послова априла 1933, и на том положају се задржао све до доласка Милана Стојадиновића на чело МИП-а јуна 1935. године. Он је прво намеравао да га постави за министра иностраних послова, али је од тог плана одустао на инсистирање Двора. Због тога га је поставио за посланика у Паризу и сталног делегата при Друштву народа у Женеви.
Као конзул у Чикагу, Божидар Пурић је намеравао да ожени Mary Landon Baker. Иако је добио дозволу надређених, читав случај се испоставио као још једна веридба у низу богате наследнице. У време када је био саветник посланства у Риму, фебруара 1928, оженио се Даром, кћерком Николе Пашића. Од јуна 1935. до 1940. године био је посланик и опуномоћени министар Краљевине Југославије у Паризу у Француској.
Пурић је писао чланке за новине и часописе, а и писао је и песме. Објавио је две књиге песама, прву 1919. године под насловом Песме о нама, другу књигу песама је објавио 1920. под насловом Љубавне свечаности. По завршетку своје конзуларне и дипломатске каријере у САД, објавио је књигу Божидар Пурић, Наши исељеници, Београд, 1929, у којој је изнео важна питања и проблеме са којима су се сусретали он и његове колеге у раду са југословенском дијаспором у Северној Америци.

### Други светски рат
После оставке владе Милоша Трифуновића због сукоба српских и хрватских политичара, краљ Петар II је именовао Божидара Пурића за председника чиновничке владе, коју не би чинили припадници политичких странака и која би се бавила искључиво административним пословима. Краљ се одлучио за Божидара Пурића, познатог по својим великосрпским ставовима, и нови председник владе је положио заклетву један сат после Трифуновићеве оставке. Пурић је задржао Драгољуба Михаиловића на месту министра војске и морнарице, док су на чела осталих министарстава именовани стручњаци који нису били професионални политичари. Како у новој влади није било водећих српских и хрватских политичара, ова влада је била поштеђена непрестаних свађа, па је успела да реши нека питања. Влада је дала краљу Петру II дозволу да се венча грчком принцезом Александром, а сама влада је из Лондона прешла у Каиро. Ипак, како није у њој било политичара, влада није имала мандат да се бави озбиљнијим питањима као што су уређење послератне Југославије, а као и владе Слободана Јовановића и Милоша Трифуновића била је заступник Михаиловићевих интереса. Влада Божидара Пурића била је изложена британском притиску иза којег је стајала и совјетска влада. Пурићеву владу сматрали су привременом и прелазном, пошто је њен главни циљ је био да искључи из свог састава Михаиловића, против кога су скупили довољно доказа да је пасиван у борби против сила Осовине, а да његови одреди сарађују са силама Осовине против партизана.
У пролеће 1944. Британци су, уз подршку краљу Петру II, покушали да уклоне Пурића, али нису успели, а млада Српкиња по имену Миша Симовић и група других српских политичара организовали су пуч да збаце Пурића који је одлучио да позивају на борбу против покрета отпора у Југославији и подржавају Силе осовине које су Мишу натерале да гледа на Пурића као на издајника, а 26. маја 1944. се догодио пуч у Лондону против Пурића и пуч је трајао 6 дана и завршио се 1. јуна 1944. замена Ивана Шубашић.
Средином 1946. године Пурић је био у одсуству осуђен од стране нових комунистичких власти током судског процесу у Београду 1946. После рата Пурић је важио за истакнутог политичког емигранта.